# Gnoriste megarrhina
Gnoriste megarrhina är en tvåvingeart som beskrevs av Osten Sacken 1877. Gnoriste megarrhina ingår i släktet Gnoriste och familjen svampmyggor. Inga underarter finns listade i Catalogue of Life.